# Michael Prouza
Michael Prouza (* 13. července 1978 Praha) je český fyzik a současný ředitel Fyzikálního ústavu AV ČR. Zabývá se především astročásticovou fyzikou, konkrétně kosmickým zářením, gama zářením a jeho observatořemi.

## Život
Fyzikou se do hloubky zabývá od mládí - vystudoval Gymnázium Christiana Dopplera (třídu se zaměřením na matematiku ) a v letech 1995 a 1996 reprezentoval Českou republiku v mezinárodním kole Turnaje mladých fyziků. Vystudoval obor astronomie a astrofyzika na Matematicko-fyzikální fakultě Univerzity Karlovy, kde v roce 2001 obhájil diplomovou práci. Doktorské studium na téže fakultě úspěšně zakončil v roce 2006 dizertační prací na téma metod detekce a energetické kalibrace kosmického záření nejvyšších energií.
Do Fyzikálního ústavu AV ČR nastoupil v roce 2000 a od roku 2014 v něm působí jako seniorní vědecký pracovník v oddělení astročásticové fyziky. V letech 2006 a 2007 absolvoval postdoktorskou stáž na Kolumbijské univerzitě v New Yorku. Je držitelem Prémie Otto Wichterleho z roku 2009.
V letech 2012 až 2017 zastával funkci vědeckého tajemníka ústavu a v roce 2017 byl jmenován ředitelem Fyzikálního ústavu. V roce 2022 zahájil druhé funkční období na pozici ředitele.
Je ženatý a má 4 děti. Mezi jeho koníčky patří archeologie, horolezení a turistika.

## Vědecká činnost a projekty
Je spoluautorem více než 140 publikací v mezinárodních recenzovaných časopisech a sbornících, které získaly přes 12 000 citací. Jeho Hirschův index dle databáze Web of Science dosahuje hodnoty 52.
Michael Prouza je aktivním členem významných mezinárodních vědeckých kolaborací, jeho výzkumná činnost se soustředí na několik projektů:
- Observatoř Pierra Augera – observatoř pro detekci kosmického záření extrémně vysokých energií v Argentině. V rámci projektu se věnuje kalibraci spršek kosmického záření a koordinuje realizaci a provoz robotických dalekohledů FRAM.
- Cherenkov Telescope Array – nově vznikající observatoř pro detekci gama záření velmi vysokých energií. Podílel se na výběru jejího umístění a nyní se zabývá monitorováním atmosféry a kalibrací dalekohledů. Od roku 2015 do roku 2023 byl zástupcem České republiky v Administrative and Finance Committee Observatoře CTA. Od roku 2023 byl zástupce České republiky v řídícím výboru observatoře, od ledna roku 2025 je pak zástupcem České republiky ve výboru CTAO ERIC, tedy evropského výzkumného konsorcia observatoře.[10] Od roku 2023 je pak také koordinátorem české účasti na observatoři (koordinátorem velké výzkumné infrastruktury CTA-CZ.[11]
- Observatoř Very Rubin – v rámci tohoto projektu největšího pozemního přehlídkového dalekohledu se zabývá charakterizací CCD detektorů a vývojem metod pro určení parametrů temné hmoty a temné energie. Je zástupcem České republiky v radě observatoře.
- Satelit LISA – Od roku 2020 je spoluřešitelem projektu Evropské kosmické agentury ESA PRODEX zaměřeného na vývoj aktuátoru pro přepínač optických vláken pro vesmírný detektor gravitačních vln LISA.

## Pedagogická činnost
Přednáší astronomii, astrofyziku a kosmologii na Přírodovědecké fakultě Univerzity Palackého v Olomouci. Působí jako školitel doktorandů a vedoucí bakalářských a magisterských prací studentů z Univerzity Karlovy, Univerzity Palackého a Českého vysokého učení technického v Praze.

## Členství v odborných orgánech
Michael Prouza působí v řadě rad a komisí na národní úrovni:
- od 2012: člen Rady Astronomického ústavu AV ČR
- od 2014: člen Akademického sněmu AV ČR
- od 2015: člen Rady pro kosmické aktivity AV ČR
- od 2015: člen Rady pro vědecké aktivity Ministerstva dopravy a Ministerstva školství, mládeže a tělovýchovy
- od 2017 do roku 2022: člen Vědecké rady Českého vysokého učení technického v Praze
- od roku 2022: člen Czech PRODEX Committee
- od roku 2023: člen Ekonomické rady AV ČR

## Popularizace vědy
Dlouhodobě se věnuje také popularizaci vědy. Pravidelně přednáší pro veřejnost na středních školách a hvězdárnách, spolupracuje s médii. Vedl několik studentů v rámci projektu Akademie věd Otevřená věda. Podílel se též na překladu několika populárně-naučných knih. je předsedou Společnosti Astropis, která vydává stejnojmenný astronomický časopis.